# 비핵무기지대
비핵무기지대(非核武器地帶, 영어: Nuclear Weapon Free Zone, NWFZ), 또는 비핵지대(非核地帶, 영어: Nuclear Free Zone, NFZ)란 핵무기의 사용, 개발, 배치가 금지된 지역을 말한다.

## 같이 보기
- 비핵지대(Nuclear-free zone) - 핵무기와 원전이 금지된 지역이다.
- 중앙아시아 비핵지대(CANWFZ, Central Asian Nuclear Weapon Free Zone)